# 上元县
上元县是历史上位于南京地区的一个县。
唐朝上元二年（761年），改江宁县为上元县。五代十国时，杨吴政权在天佑十四年（917年），分上元县另置江宁县，两县同属于升州管辖，并以秦淮河为界，两县同城而治，河北为上元、河南为江宁。此后两县并存的历史维持了近千年，先后同属于江宁府（北宋）、建康府（南宋）、集庆路（元）、应天府（明）、江宁府（清）管辖。太平天国时为避讳，称尚元县。民国元年（1912年）撤废上元县、江宁县，新设南京府。抗日战争期间，中国共产党曾设置上元县抗日民主政府。
明清两代，上元县县衙设在中正街（今白下路101号）。明代南京皇宫也位于上元县境内。